# 문현동
문현동(門峴洞)은 대한민국 부산광역시 남구의 법정동이다. 행정동 문현1~4동으로 나뉜다. 1975년에 부산진구 범천3동을 문현5동에 편입했으며, 1999년에 현재의 문현2동으로 통합했다.

## 주요 시설

### 교육

#### 초등학교
- 문현초등학교
- 성동초등학교

#### 중학교
- 문현여자중학교
- 성동중학교

#### 고등학교
- 문현여자고등학교
- 배정고등학교
- 한얼고등학교
- 대양고등학교

### 아파트
- 비아이시티 - 783세대
- 대연 양우내안애 퍼스트 - 560세대
- 문현 경동리인 - 600세대
- 문현삼성아파트 - 916세대
- 문현현대아파트 - 693세대
- 문현현대2차아파트 - 420세대
- 삼성 힐타워 - 431세대
- 대림문현시티프라자 - 521세대
- 문현 태영 데시앙 - 388세대
- 대도 라이프타운 - 293세대
- 한성벽산기린아파트 - 300세대
- 문현 이안 - 244세대
- 한화 꿈에그린 - 250세대
- 문현 베스티움 - 743세대
- 범양 레우스 더 퍼스트 - 224세대
- 세종 그랑시아 - 266세대
- 국제금융센터 퀸즈W